# Frontopsylla nakagawai
Frontopsylla nakagawai är en loppart som beskrevs av Kumada et Sakaguti 1959. Frontopsylla nakagawai ingår i släktet Frontopsylla och familjen smågnagarloppor.

## Underarter
Arten delas in i följande underarter:
- F. n. nakagawai
- F. n. borealosinica
- F. n. qinghaiensis
- F. n. taiwanensis